# Десислава Ангелова
Десислава Ангелова е българска състезателка по академично гребане.

## Биография
Десислава Венелинова Ангелова е родена на 16 октомври 1997 г. в град Плевен. Именно там започва да се занимава със спорта академично гребане през 2010 г. През 2011 г. продължава своето развитие в Гребен Клуб „Черпоков“ в град Пловдив. Многократна републиканска шампионка и международна медалистка. През 2013 г. става Балканска шампионка при девойките в Белград, Сърбия. Участва на младежка олимпиада в Нанджин, Китай през 2014 г., като заема 5-о място в дисциплината скиф. През 2015 г. завоюва сребърен медал от европейското първенство за юноши и девойки в Рачице, Чехия. Същата година става бронзова медалистка на световното първенство за юноши и девойки в Рио де Жанейро, Бразилия, и печели златен медал на Балканското първенство в Яш, Румъния. През 2016 г. става състезател на Гребен Клуб Академик-София. През 2017 г. печели сребърен медал в Крушвица, Полша на европейското първенство за младежи до 23 години.2018 г. е най-успешна в кариерата. На световното първенство в Познан, Полша тя извоюва бронзов медал, а на европейското първенство в Брест, Беларус печели златен медал.